# Zebina semiplicata
Zebina semiplicata is een slakkensoort uit de familie van de Rissoidae. De wetenschappelijke naam van de soort is voor het eerst geldig gepubliceerd in 1862 door Pease.